# Хаджъ
Хаджъ (на турски: Hacı) е село в Източна Тракия, Турция, вилает Одрин.

## География
Селото се намира на 20 километра северно от Кешан.

## История
Според статистиката на професор Любомир Милетич в 1913 година в Хаджикьой живеят 250 гръцки семейства.